# Тур Лангкави 2022
26-й выпуск  Тура Лангкави — шоссейной многодневной велогонки по дорогам Малайзии. Гонка проходила с 11 по 18 октября 2022 года.

## Участники
В гонке приняли участие 20 команд. На старт вышло 117 гонщиков.
| UCI WorldTeams (6)- UAE Team Emirates - Cofidis - Lotto-Soudal - Movistar Team - EF Education-EasyPost - Astana Qazaqstan Team UCI ProTeams (4)- Alpecin-Deceuninck - Drone Hopper-Androni Giocattoli - Burgos-BH - Uno-X Pro Cycling Team UCI Continental Teams (7)- Terengganu Polygon Cycling Team - Team Ukyo - ARA Pro Racing Sunshine Coast - Thailand Continental - China Glory Continental Cycling Team - ProTouch - Mula Cycling Team Национальные сборные (3)- Малайзия - Таиланд - Филиппины |
| |

## Маршрут
| Этап | Дата   | Маршрут                       | type      | Длина (км) | Высота (м) | Победитель       | Лидер генеральной классификации |
| ---- | ------ | ----------------------------- | --------- | ---------- | ---------- | ---------------- | ------------------------------- |
| 1    | 11 окт | Kuala Pilah – Куала-Лумпур    | холмистый | 157,3      | 1593 м     | Глеб Сырица      | Глеб Сырица                     |
| 2    | 12 окт | Kuala Klawang – Raub          | равнинный | 178,9      | 1382 м     | Крейг Уиггинс    | Глеб Сырица                     |
| 3    | 13 окт | Путраджая – Genting Highlands | горный    | 123,7      | 2848 м     | Иван Рамиро Соса | Иван Рамиро Соса                |
| 4    | 14 окт | Sabak Bernam – Meru Raya      | равнинный | 137,9      | 357 м      | Якуб Марецко     | Иван Рамиро Соса                |
| 5    | 15 окт | Куала-Кангсар – Кулим         | холмистый | 172        | 1665 м     | Лионель Таминьё  | Иван Рамиро Соса                |
| 6    | 16 окт | Джорджтаун – Алор-Сетар       | равнинный | 120,4      | 177 м      | Эрленд Бликра    | Иван Рамиро Соса                |
| 7    | 17 окт | Kuah – Kuah                   | равнинный | 107,1      | 915 м      | Сьёрд Бакс       | Иван Рамиро Соса                |
| 8    | 18 окт | Kuah – Kuah                   | равнинный | 115,9      | 1049 м     | Алекс Моленар    | Иван Рамиро Соса                |

## Ход гонки
Команда Astana Qazaqstan Team активно работала на протяжении первого этапа. Сначала команде удалось догнать отрыв, а затем подготовить к финалу гонки спринтера Глеба Сырицу. При этом в течение этапа шёл проливной дождь, что, впрочем, не мешало гонщикам проводить многочисленные атаки. Массовый спринт в конце этапа выиграл Глеб Сырица.
Второй этап, как и предыдущий, закончился групповым спринтом, где первым стал Хуан Себастьян Молано. Однако комиссар гонки углядел в действиях гонщика нарушение прямолинейности в спринте, и в результате спортсмена переместили на 109 место. После дисквалификации Молано победителем 2-го этапа Тура Лангкави-2022 стал 23-летний австралийский велогонщик Крейг Уиггинс.
Третий этап стал местом борьбы для горняков, где колумбийский гонщик Иван Соса на последнем километре подъёма обошел Хью Карти и в одиночку одержал победу. Карти финишировал с отставанием в 19 секунд, а Айнер Рубио занял третье место, опередив Эстебана Чавеса почти на две минуты. После третьего этапа два гонщика не выйдут на старт на четвёртом этапе: Юсиф Мирза и Алессандро Бисолти дисквалифицированы, оштрафованы и потеряли по 50 очков из рейтинга UCI за то, что держались за командный автомобиль.
На одном из участков четвёртого этапа произошёл завал, который позволил вырваться вперёд 20 гонщикам. Среди них был Якуб Марецко, который и выиграл финишный спринт.
Пятый этап ознаменовался отрывом, в котором было по одному представителю каждой команды. За 3 километра до финиша атаку предпринял Юлиус Ван дер Берг, но Лионелю Таминьё удалось его догнать и одержать победу на этом этапе.
Финиш шестого этапа проходил в виде группового спринта, в котором за 150 м до финиша вырвался вперед Эрленд Бликра, а победитель первого этапа Глеб Сырица пытался его активно прессинговать. Тем не менее Бликра смог удержать лидерство, а Сырица финишировал вторым.
Ввиду дождей, приведшим к оползням, финиш седьмого этапа состоялся не на вершине Гунунг Рая. Таким образом седьмой этап оказался точной копией трассы, запланированной для восьмого этапа, с той лишь разницей, что один из семикилометровых финишных кругов не был осуществлён. Сьорд Бакс выиграл седьмой этап в трехстороннем спринте.
Алекс Моленар выиграл восьмой этап, опередив в спринте из троих гонщиков Джейсона Осборна (второй) и Хуана Себастьяна Молано (третий). Тем не менее, Иван Соса благополучно закончил гонку в общем пелотоне, что позволило ему стать победителем последней крупной многодневной гонки шоссейного сезона 2022 года.

## Лидеры классификаций
| Этап |           | Победитель _     | Генеральная классификация | Очковая       | Горная               | Командная по времени   |
| ---- | --------- | ---------------- | ------------------------- | ------------- | -------------------- | ---------------------- |
| 1    | холмистый | Глеб Сырица      | Глеб Сырица               | Глеб Сырица   | Джамбальямц Сайнбаяр | Movistar Team          |
| 2    | равнинный | Крейг Уиггинс    | Глеб Сырица               | Глеб Сырица   | Nur Aiman Zariff     | Uno-X Pro Cycling Team |
| 3    | горный    | Иван Рамиро Соса | Иван Рамиро Соса          | Глеб Сырица   | Nur Aiman Zariff     | Movistar Team          |
| 4    | равнинный | Якуб Марецко     | Иван Рамиро Соса          | Глеб Сырица   | Nur Aiman Zariff     | Movistar Team          |
| 5    | холмистый | Лионель Таминьё  | Иван Рамиро Соса          | Макс Кантер   | Nur Aiman Zariff     | Movistar Team          |
| 6    | равнинный | Эрленд Бликра    | Иван Рамиро Соса          | Эрленд Бликра | Nur Aiman Zariff     | Movistar Team          |
| 7    | равнинный | Сьёрд Бакс       | Иван Рамиро Соса          | Эрленд Бликра | Nur Aiman Zariff     | Movistar Team          |
| 8    | равнинный | Алекс Моленар    | Иван Рамиро Соса          | Эрленд Бликра | Nur Aiman Zariff     | Movistar Team          |
| Итог | Итог      |                  | Иван Рамиро Соса          | Эрленд Бликра | Nur Aiman Zariff     | Movistar Team          |

## Итоговые классификации
| \| Генеральная классификация \| Генеральная классификация \| Генеральная классификация \| Генеральная классификация \| Генеральная классификация \| \| Гонщик \| Гонщик \| Команда \| Время \| \| \| ------------------------- \| ------------------------- \| ------------------------------- \| ------------------------- \| ------------------------- \| \| 1-й \| Иван Рамиро Соса \| Movistar Team \| 25ч 54' 00 \| \| \| 2-й \| Хью Карти \| EF Education-EasyPost \| + 23 \| \| \| 3-й \| Торстен Трэен \| Uno-X Pro Cycling Team \| + 1' 47 \| \| \| 4-й \| Джордж Беннетт \| UAE Team Emirates \| + 1' 50 \| \| \| 5-й \| Эйнер Рубио \| Movistar Team \| + 2' 02 \| \| \| 6-й \| Эстебан Чавес \| EF Education-EasyPost \| + 2' 11 \| \| \| 7-й \| Эдуардо Сепульведа \| Drone Hopper-Androni Giocattoli \| + 2' 24 \| \| \| 8-й \| Рубен Фернандес \| Cofidis \| + 2' 30 \| \| \| 9-й \| Джамбальямц Сайнбаяр \| Terengganu Polygon Cycling Team \| + 2' 32 \| \| \| 10-й \| Андрей Зейц \| Astana Qazaqstan Team \| + 2' 33 \| \| |                      |                                 |            |
| |                      |                                 |            |
| Источник: ProCyclingStats |                      |                                 |            |
| Генеральная классификация |                      |                                 |            |
| Гонщик | Гонщик               | Команда                         | Время      |
| 1-й | Иван Рамиро Соса     | Movistar Team                   | 25ч 54' 00 |
| 2-й | Хью Карти            | EF Education-EasyPost           | + 23       |
| 3-й | Торстен Трэен        | Uno-X Pro Cycling Team          | + 1' 47    |
| 4-й | Джордж Беннетт       | UAE Team Emirates               | + 1' 50    |
| 5-й | Эйнер Рубио          | Movistar Team                   | + 2' 02    |
| 6-й | Эстебан Чавес        | EF Education-EasyPost           | + 2' 11    |
| 7-й | Эдуардо Сепульведа   | Drone Hopper-Androni Giocattoli | + 2' 24    |
| 8-й | Рубен Фернандес      | Cofidis                         | + 2' 30    |
| 9-й | Джамбальямц Сайнбаяр | Terengganu Polygon Cycling Team | + 2' 32    |
| 10-й | Андрей Зейц          | Astana Qazaqstan Team           | + 2' 33    |

| Очковая классификация | Очковая классификация | Очковая классификация  | Очковая классификация | Очковая классификация |
| Гонщик                | Гонщик                | Команда                | Очки                  |                       |
| --------------------- | --------------------- | ---------------------- | --------------------- | --------------------- |
| 1-й                   | Эрленд Бликра         | Uno-X Pro Cycling Team | 49 очков              |                       |
| 2-й                   | Макс Кантер           | Movistar Team          | 45 очков              |                       |
| 3-й                   | Глеб Сырица           | Astana Qazaqstan Team  | 39 очков              |                       |
| 4-й                   | Лионель Таминьё       | Alpecin-Deceuninck     | 30 очков              |                       |
| 5-й                   | Рюдигер Зелиг         | Lotto-Soudal           | 27 очков              |                       |

| Очковая классификация | Очковая классификация | Очковая классификация  | Очковая классификация | Очковая классификация |
| Гонщик                | Гонщик                | Команда                | Очки                  |                       |
| --------------------- | --------------------- | ---------------------- | --------------------- | --------------------- |
| 1-й                   | Эрленд Бликра         | Uno-X Pro Cycling Team | 49 очков              |                       |
| 2-й                   | Макс Кантер           | Movistar Team          | 45 очков              |                       |
| 3-й                   | Глеб Сырица           | Astana Qazaqstan Team  | 39 очков              |                       |
| 4-й                   | Лионель Таминьё       | Alpecin-Deceuninck     | 30 очков              |                       |
| 5-й                   | Рюдигер Зелиг         | Lotto-Soudal           | 27 очков              |                       |

| Горная классификация | Горная классификация | Горная классификация            | Горная классификация | Горная классификация |
| Гонщик               | Гонщик               | Команда                         | Очки                 |                      |
| -------------------- | -------------------- | ------------------------------- | -------------------- | -------------------- |
| 1-й                  | Nur Aiman Zariff     | Terengganu Polygon Cycling Team | 29 очков             |                      |
| 2-й                  | Джамбальямц Сайнбаяр | Terengganu Polygon Cycling Team | 29 очков             |                      |
| 3-й                  | Иван Рамиро Соса     | Movistar Team                   | 25 очков             |                      |
| 4-й                  | Хью Карти            | EF Education-EasyPost           | 24 очков             |                      |
| 5-й                  | Carter Bettles       | ARA Pro Racing Sunshine Coast   | 22 очков             |                      |

| Горная классификация | Горная классификация | Горная классификация            | Горная классификация | Горная классификация |
| Гонщик               | Гонщик               | Команда                         | Очки                 |                      |
| -------------------- | -------------------- | ------------------------------- | -------------------- | -------------------- |
| 1-й                  | Nur Aiman Zariff     | Terengganu Polygon Cycling Team | 29 очков             |                      |
| 2-й                  | Джамбальямц Сайнбаяр | Terengganu Polygon Cycling Team | 29 очков             |                      |
| 3-й                  | Иван Рамиро Соса     | Movistar Team                   | 25 очков             |                      |
| 4-й                  | Хью Карти            | EF Education-EasyPost           | 24 очков             |                      |
| 5-й                  | Carter Bettles       | ARA Pro Racing Sunshine Coast   | 22 очков             |                      |

| Командная классификация по времени | Командная классификация по времени | Командная классификация по времени | Командная классификация по времени |
| Команда                            | Команда                            | Время                              |                                    |
| ---------------------------------- | ---------------------------------- | ---------------------------------- | ---------------------------------- |
| 1-й                                | Movistar Team                      | 77ч 46' 27                         |                                    |
| 2-й                                | EF Education-EasyPost              | + 4' 09                            |                                    |
| 3-й                                | Uno-X Pro Cycling Team             | + 5' 50                            |                                    |
| 4-й                                | Cofidis                            | + 9' 29                            |                                    |
| 5-й                                | UAE Team Emirates                  | + 10' 12                           |                                    |

| Командная классификация по времени | Командная классификация по времени | Командная классификация по времени | Командная классификация по времени |
| Команда                            | Команда                            | Время                              |                                    |
| ---------------------------------- | ---------------------------------- | ---------------------------------- | ---------------------------------- |
| 1-й                                | Movistar Team                      | 77ч 46' 27                         |                                    |
| 2-й                                | EF Education-EasyPost              | + 4' 09                            |                                    |
| 3-й                                | Uno-X Pro Cycling Team             | + 5' 50                            |                                    |
| 4-й                                | Cofidis                            | + 9' 29                            |                                    |
| 5-й                                | UAE Team Emirates                  | + 10' 12                           |                                    |